# Lagocephalus sceleratus
Lagocephalus sceleratus е вид лъчеперка от семейство Tetraodontidae. Видът не е застрашен от изчезване.

## Разпространение
Разпространен е в Австралия, Албания, Американска Самоа, Бангладеш, Бахрейн, Британска индоокеанска територия, Вануату, Виетнам, Гуам, Гърция, Джибути, Египет, Еритрея, Йемен, Израел, Индия (Андамански и Никобарски острови), Индонезия, Йордания, Ирак, Иран, Камбоджа, Катар, Кипър, Кирибати (Лайн и Феникс), Китай, Кувейт, Либия, Ливан, Малайзия, Малдиви, Малки далечни острови на САЩ (Атол Джонстън, Остров Бейкър, Уейк и Хауленд), Маршалови острови, Мианмар, Микронезия, Науру, Ниуе, Нова Каледония, Обединени арабски емирства, Оман, Остров Рождество, Острови Кук, Пакистан, Палау, Папуа Нова Гвинея, Параселски острови, Питкерн, Провинции в КНР, Самоа, Саудитска Арабия, САЩ (Хавайски острови), Северни Мариански острови, Сингапур, Сирия, Соломонови острови, Сомалия, Острови Спратли, Судан, Тайван, Тайланд, Токелау, Тонга, Тувалу, Тунис, Турция, Уолис и Футуна, Фиджи, Филипини, Френска Полинезия, Шри Ланка, Южна Африка, Южна Корея и Япония.